# Eudesmus rubefactus
Eudesmus rubefactus är en skalbaggsart som beskrevs av Bates 1865. Eudesmus rubefactus ingår i släktet Eudesmus och familjen långhorningar. Inga underarter finns listade i Catalogue of Life.